# Speichennippel

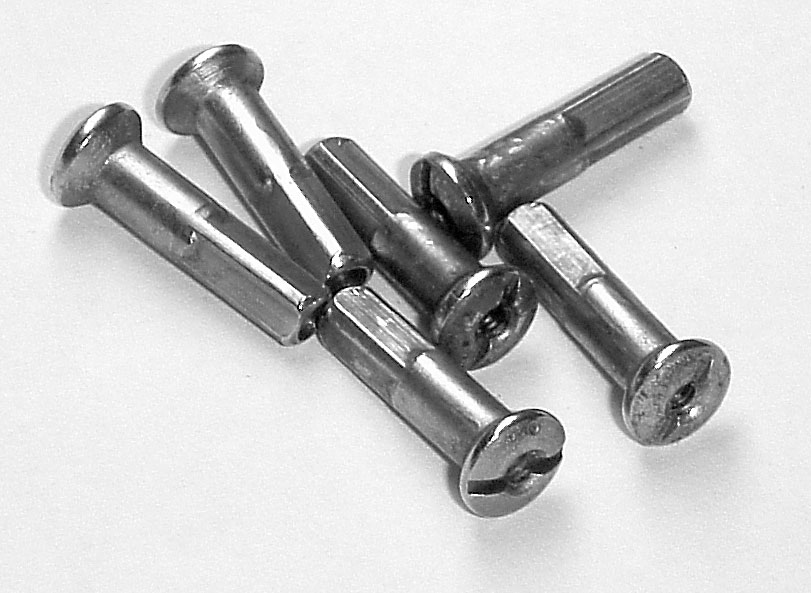
Vierkant-Speichennippel für Fahrräder.

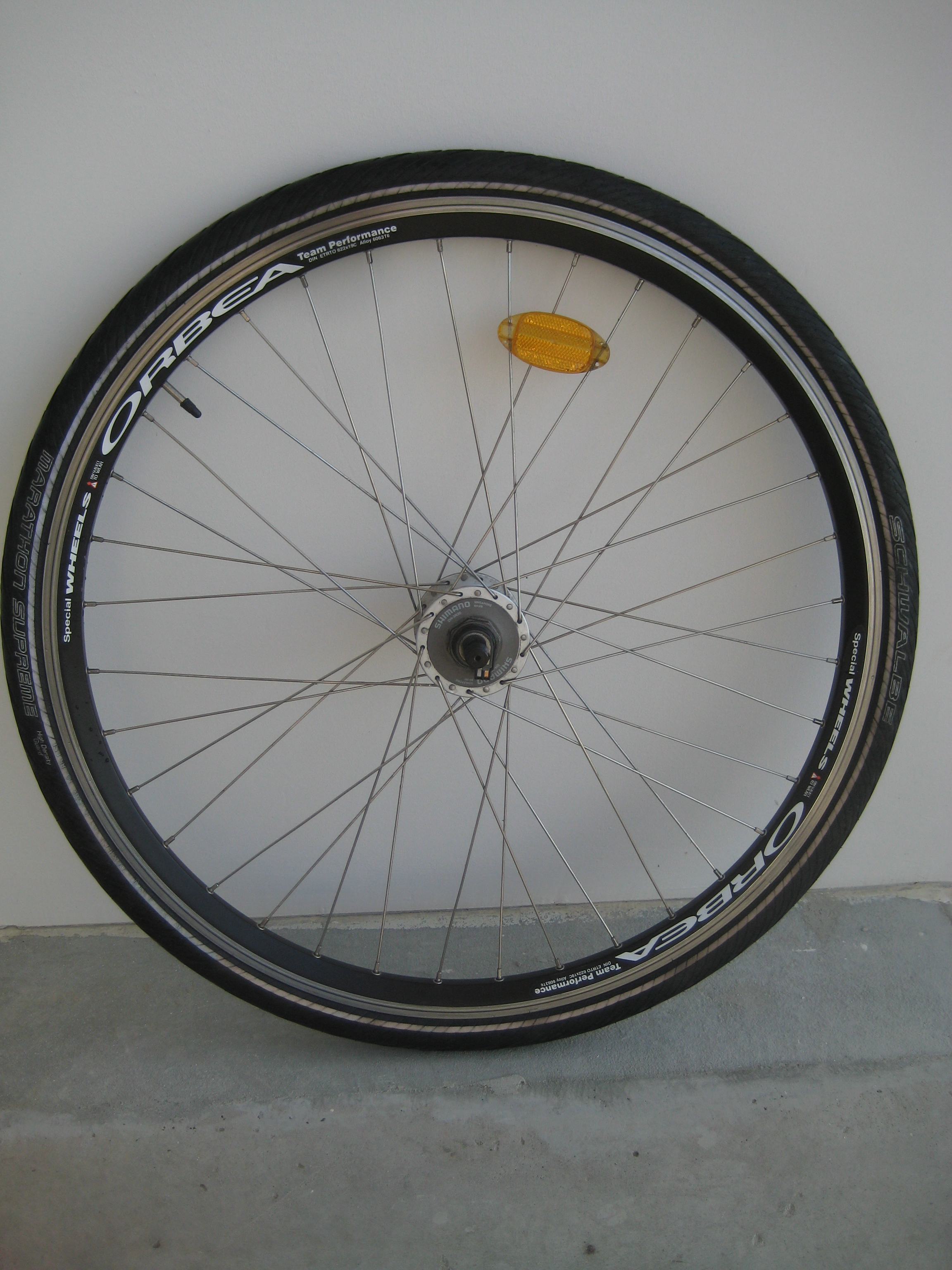
Ein Drahtspeichenrad eines Fahrrades.

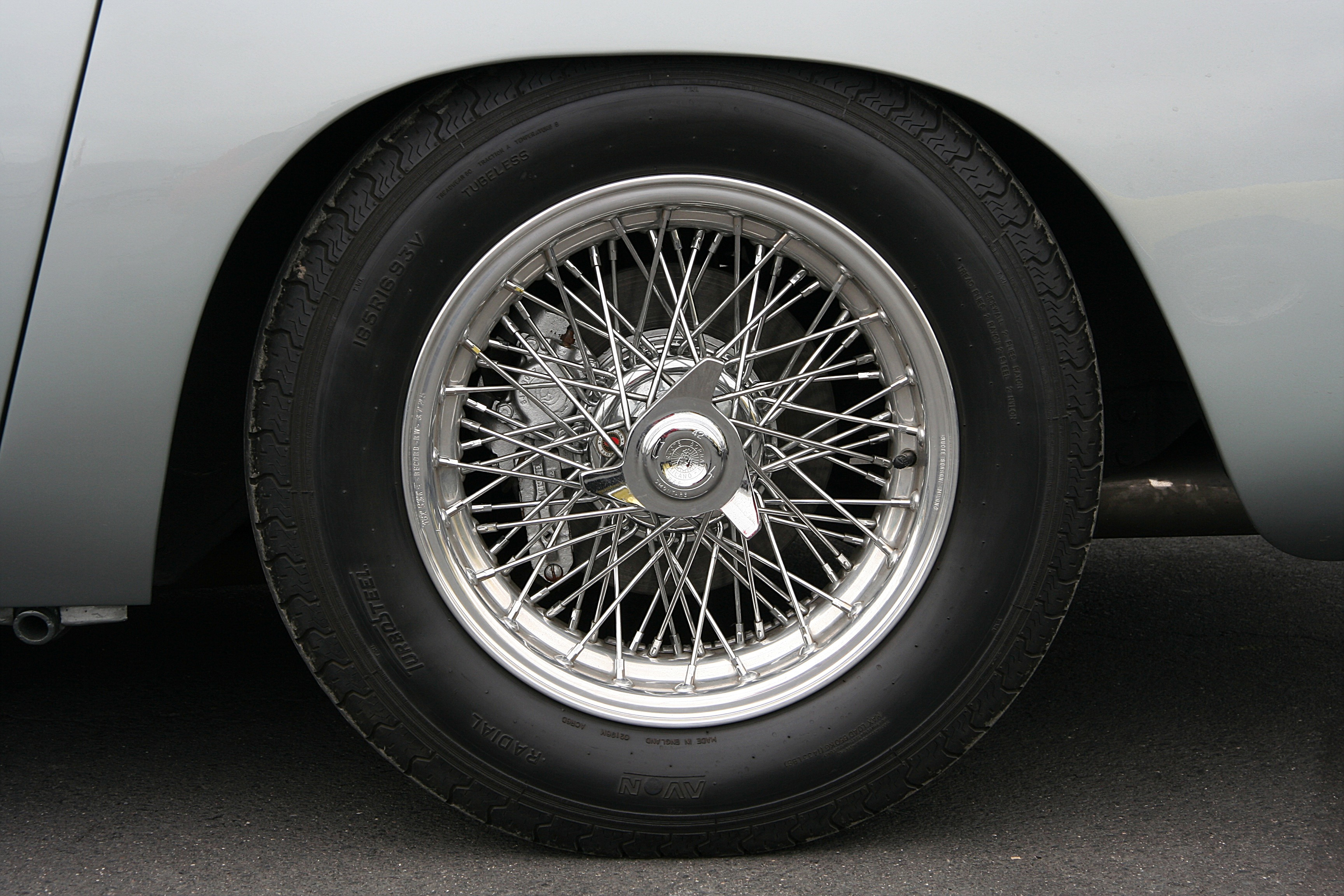
Ein Drahtspeichenrad an einem Auto mit stark gepuntzen Nippelsitzen in der Felgen.

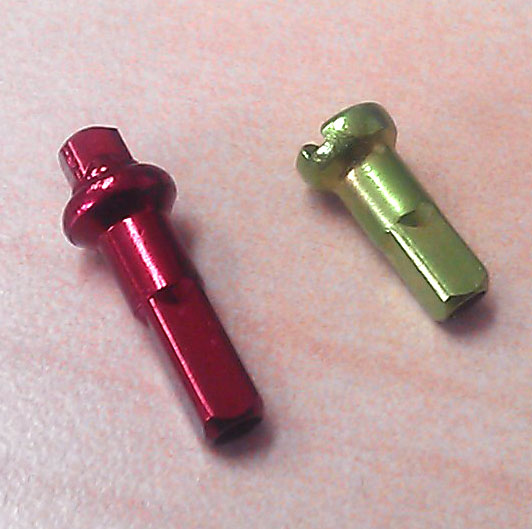
Fahrradspeichennippel in herkömmlicher Form (rechts) und in einer Sonderform mit zusätzlichem Vierkant auf dem Kopf (links). Hauptvorteil dieser Sonderform ist, dass die Farbschicht auf dem unteren, sichtbaren Teil nicht durch das Werkzeug beschädigt wird, solange der obere Vierkant zum Anziehen verwendet wird.

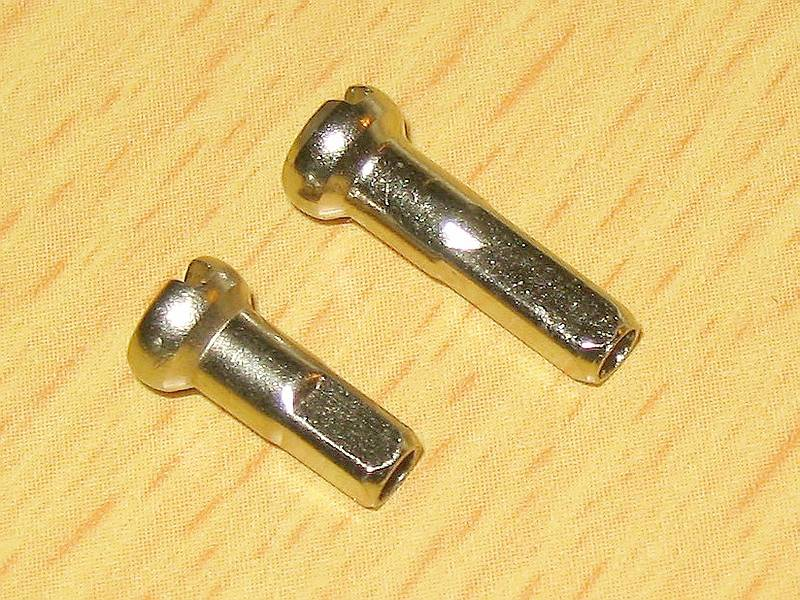
Fahrradspeichennippel in verschiedenen Längen.

Mit Speichennippeln – kurz: Nippeln – werden die Drahtspeichen eines Speichenrades mit der Felge verschraubt. In der meistgebräuchlichen Form haben Nippel einen Vierkant, der durch die Felge hindurch ragt und der es ermöglicht, den Nippel mit einem Nippelspanner zu drehen. Am häufigsten kommen Speichenräder bei Fahrrädern vor, es gibt aber auch Motorräder und seltener Autos mit Drahtspeichenrädern.
Speichennippel weisen eine gewisse funktionelle Ähnlichkeit zu Hülsenmuttern auf.

## Speichennippel an Fahrrädern

### Materialien und Herstellung
Nippel an Fahrrädern bestehen meist aus vernickeltem, manchmal verchromtem, Messing, seltener aus (eloxiertem) Aluminium, und sehr selten aus Titan. Nippel aus Messing sind dabei fester, korrosionsbeständiger und preisgünstiger aber etwa dreimal so schwer wie solche aus Aluminium. Als Aluminium verwenden die Hersteller meistens Legierungen aus den Gruppen 6000 (z. B. DT Swiss) und 7000 (z. B. Sapim, Wheelsmith). Während 7000er Aluminium härter und fester ist, ist es weniger beständig gegen Korrosion als 6000er Aluminium. Daher sind Nippel aus 7000er Aluminium in der Regel eloxiert, während 6000er Nippel auch ohne Eloxierung vertrieben werden. Manche Hersteller (z. B. Sapim) unterziehen Aluminium-Nippel einer Wärmebehandlung zur Steigerung der Festigkeit. Dennoch sind Messing-Nippel jenen aus Aluminium in Bezug auf Stabilität und Haltbarkeit überlegen, und Aluminium-Nippel kommen meistens nur zum Einsatz wenn höhere Priorität auf Leichtbau gesetzt wird.
Sowohl Messing- als auch Aluminium-Nippel werden in der Regel bei der Herstellung geschmiedet; der Vierkant ist oftmals für eine bessere Maßhaltigkeit gefräst.
Je nach Hersteller sind Speichennippel in verschiedenen Farben erhältlich. Bei Aluminium-Nippeln wird dazu üblicherweise ein Farbstoff in die Eloxalschicht eingebracht, während bunte Messing-Nippel lackiert sind.
Der Blei-Anteil im Messing kann dazu führen, dass Produkte mit Messing-Nippeln beim Verkauf in Kalifornien gemäß Prop 65 mit einer Warnung vor giftigen chemischen Stoffen zu versehen sind.
Früher wurden auch Nippel aus Stahl an Fahrrädern verbaut. Neben dem etwas höheren Gewicht von Stahl-Nippeln haben sie gegenüber Messing-Nippeln eine erhöhte Tendenz zum Fressen auf Speichen aus Stahl, insbesondere bei den hohen Lastwechseln, wie sie in einem Fahrrad-Laufrad vorkommen können. Messing verfügt über eine bessere Eigenschmierung und verträgt sich dabei hinsichtlich galvanischer Korrosion gut mit dem rostfreien Stahl der Speichen.

### Formen
Vierkant-Nippel verfügen oftmals auch über einen Schlitz im Nippelkopf für einen Schraubenzieher, der insbesondere für das Einspeichen und das schnelle Aufdrehen des Nippels auf eine Speiche unter keiner oder geringer Spannung hilfreich ist. Neben Vierkant-Nippeln gibt es eine Reihe von Sonderformen, zum Beispiel Nippel, die in der Felge versteckt werden und nicht von außen sichtbar sind, oder Nippel für Speichen aus Aluminium. Herkömmliche Vierkant-Nippel gibt es von verschiedenen Herstellern (z. B. DT Swiss, Sapim, Wheelsmith).

### Gewinde
Wie bei jeder Schraubverbindung muss das Innengewinde (im Nippel) und das Außengewinde (auf der Speiche) identisch sein. Bei Fahrradspeichen aus Stahl findet in der Regel die DIN-Norm 79012 Verwendung, die drei entsprechende Gewindegrößen festlegt: Fg 2 für Gewinde von Speichen mit 1,8 mm Durchmesser, Fg 2,3 für Gewinde von Speichen mit 2 mm Durchmesser und Fg 2,6 für Gewinde von Speichen mit 2,3 mm Durchmesser. Diese Gewinde unterscheiden sich von „normalen“ metrischen Gewinden der Norm DIN-13. „Fg“ steht dabei für Fahrradgewinde und nicht für Feingewinde. Gewinde auf Stahlspeichen sind in der Regel gerollt und nicht geschnitten und haben dadurch einen leicht erhöhten Durchmesser.
Manche Hersteller bieten Nippel an, deren Gewinde mit Schraubensicherungskleber vorbehandelt ist. (Die Verwendung von Schraubensicherung oder Schmiermitteln an Speichennippeln ist allerdings ein oftmals kontrovers diskutiertes Thema unter Laufradbauern.)

### Durchmesser
Nippellöcher (auch Speichenlöcher, Speichenbohrungen, Felgenlöcher, Felgenbohrungen genannt) in Fahrradfelgen haben meist einen Durchmesser von ca. 4,5 mm; es gibt jedoch auch Modelle mit ca. 5,5 mm. Vierkant-Nippel für 1,8- und 2,0-mm-Speichen haben in der Regel einen Außendurchmesser von ca. 4 mm; manche Hersteller (z. B. Sapim) bieten Nippel mit Fg 2,3 und Fg 2,6 Gewinden mit 4 oder 5 mm Durchmesser an.

### Länge
Speichennippel gibt es, je nach Hersteller, in unterschiedlichen Längen, oft 12 mm, 14 mm, 16 mm. Die Länge eines Nippels ist ein wichtiger Parameter in der Berechnung der korrekten Speichenlänge beim Bau eines Speichenrades. Bei zu kurzen Nippeln sind zu wenige Gewindegänge im Eingriff und bei zu langen Nippeln beschädigt die Speiche das Gewinde im Nippel. Des Weiteren gibt es spezielle Unterlegscheiben für Speichennippel in unterschiedlichen Bauformen die zwischen Nippel und Felge gelegt werden können. Je nach Form sollen die Scheiben das Speichenloch in der Felge und/oder den Nippel selbst durch bessere Kraftverteilung schützen und zu einem stabileren oder dauerfesterem Rad führen.

### Auflagefläche
Nippel mit einer kegelförmigen Auflagefläche am Kopf (meist gebräuchlich) richten sich koaxial zur Felgenbohrung aus. In Felgen mit radialen Bohrungen zeigen die Nippel somit zur Mitte der Nabe hin. Da die Speichen allerdings vom Nabenflansch ausgegehend in einem schrägen Winkel verlaufen, knickt die Speiche bei solchen Felgen vor dem Nippel leicht ab. Durch die unterschiedlichen Winkel wirken auf den Nippel zusätzlich seitliche Kräfte, die ein Abbrechen des Nippel begünstigen können. Ein Qualitätsmerkmal für Felgen sind daher abwechselnd zu den Seiten hin schräg gebohrte Speichenlöcher, die ungefähr zu den Nabenflänschen hin zeigen und dadurch das Abknicken reduzieren. (Solche Felgen werden manchmal als „(schräg) gepunzt“ bezeichnet, obwohl die Löcher heutzutage (insbesondere in Felgen aus Aluminium oder Carbon) von Anfang an schräg gebohrt werden, und nicht der Felgenboden um das Speichenloch herum durch prägen schräg gebogen wird.) Manche Hersteller (z. B. DT Swiss, Sapim) bieten Nippel mit einer kugelförmigen oder asphärischen Auflagefläche an, die sich dem Winkel der Speiche anpassen können, soweit dies vom Durchmesser der Bohrung in der Felge her möglich ist, und ebenfalls das Abknicken der Speiche reduzieren.

### Schlüsselweite
Herkömmliche Vierkant-Nippel gibt es für Stahlspeichen jeden Durchmessers und die gängigen nominellen Schlüsselweiten sind:
| Schlüsselweite | Speichendurchmesser vor dem Gewinde  | Nippelhersteller               | Anmerkungen                                              |
| -------------- | ------------------------------------ | ------------------------------ | -------------------------------------------------------- |
| 3,23 mm        | 2,0 mm (14 gauge), 1,8 mm (15 gauge) | DT Swiss, Sapim und Wheelsmith | weit verbreitet an Fahrrädern von Markenherstellern      |
| 3,30 mm        | 2,0 mm (14 gauge)                    | Berg-Union                     | veraltet, nicht mehr gebräuchlich an heutigen Fahrrädern |
| 3,40 mm        | 2,0 mm (14 gauge)                    |                                |                                                          |
| 3,45 mm        | 2,34 mm (13 gauge)                   |                                |                                                          |
| 3,75 mm        |                                      | Shimano                        |                                                          |
| 3,96 mm        | 2,6 mm (12 gauge)                    |                                |                                                          |
| 4,3 mm         |                                      | Shimano                        |                                                          |

In der Praxis unterliegen Speichennippel einer Fertigungstoleranz im Bereich von einigen 0,01 mm.